# Mitchell (Illinois)
Mitchell es un lugar designado por el censo ubicado en el condado de Madison en el estado estadounidense de Illinois. En el Censo de 2010 tenía una población de 1356 habitantes y una densidad poblacional de 890,4 personas por km².

## Geografía
Mitchell se encuentra ubicado en las coordenadas 38°45′47″N 90°4′53″O / 38.76306, -90.08139. Según la Oficina del Censo de los Estados Unidos, Mitchell tiene una superficie total de 1.52 km², de la cual 1.52 km² corresponden a tierra firme y (0%) 0 km² es agua.

## Demografía
Según el censo de 2010, había 1356 personas residiendo en Mitchell. La densidad de población era de 890,4 hab./km². De los 1356 habitantes, Mitchell estaba compuesto por el 95.87% blancos, el 0.52% eran afroamericanos, el 0.66% eran amerindios, el 1.18% eran asiáticos, el 0% eran isleños del Pacífico, el 0.15% eran de otras razas y el 1.62% pertenecían a dos o más razas. Del total de la población el 2.8% eran hispanos o latinos de cualquier raza.